# Drašnice
Drašnice so naselje na Hrvaškem, ki upravno spada pod občino Podgora; le-ta pa spada pod Splitsko-dalmatinsko županijo. 

## Lega
Drašnice ležijo jugovzgodno od Podgore med zalivoma Klokun in Sveti Križ. Obmorski del je deloma v borovem gozdu, ob obali pa se vrstijo manjše prodnate plaže.

## Zgodovina
Gotska cerkev sv. Stjepana je bila zgrajena v srednjem veku. Ob morju sta pokopališče s srednjeveškimi nagrobnimi ploščami in baročna cerkev zgrajena 1745, ki jo je potres prvič porušil 1794 (na kar opominja napis na pročelju) in drugič 1961. Cerkveni pločnik je pokrit z nagrobnimi ploščami pisanimi v glagolici.

## Demografija
| Pregled števila prebivalcev po letih | Pregled števila prebivalcev po letih | Pregled števila prebivalcev po letih | Pregled števila prebivalcev po letih | Pregled števila prebivalcev po letih | Pregled števila prebivalcev po letih | Pregled števila prebivalcev po letih | Pregled števila prebivalcev po letih | Pregled števila prebivalcev po letih | Pregled števila prebivalcev po letih | Pregled števila prebivalcev po letih | Pregled števila prebivalcev po letih | Pregled števila prebivalcev po letih | Pregled števila prebivalcev po letih | Pregled števila prebivalcev po letih |
| ------------------------------------ | ------------------------------------ | ------------------------------------ | ------------------------------------ | ------------------------------------ | ------------------------------------ | ------------------------------------ | ------------------------------------ | ------------------------------------ | ------------------------------------ | ------------------------------------ | ------------------------------------ | ------------------------------------ | ------------------------------------ | ------------------------------------ |
| 1857                                 | 1869                                 | 1880                                 | 1890                                 | 1900                                 | 1910                                 | 1921                                 | 1931                                 | 1948                                 | 1953                                 | 1961                                 | 1971                                 | 1981                                 | 1991                                 | 2001                                 |
| 514                                  | 586                                  | 631                                  | 684                                  | 695                                  | 753                                  | 653                                  | 585                                  | 518                                  | 513                                  | 427                                  | 366                                  | 319                                  | 331                                  | 328                                  |